# Ramularia saxifragae
Ramularia saxifragae är en svampart som först beskrevs av Syd. ex J. Schröt., och fick sitt nu gällande namn av Pier Andrea Saccardo 1899. Ramularia saxifragae ingår i släktet Ramularia och familjen Mycosphaerellaceae.   Inga underarter finns listade i Catalogue of Life.